# Eduard Schwyzer
Eduard Schwyzer (Zúrich; 15 de febrero de 1874 - Berlín; 3 de mayo de 1943) fue un filólogo clásico e indoeuropeísta suizo, especializado en el griego antiguo y sus dialectos.

## Biografía
Se doctoró en 1902, y luego fue nombrado sucesivamente profesor de lingüística en la Universidad de Zúrich (1912-1926), en la Universidad de Bonn (1927-1932) y finalmente en la Universidad Humboldt de Berlín (1932). Colaboró como editor y corrector en el Schweizerisches Idiotikon.
Es autor de una Gramática griega en dos volúmenes, publicada por primera vez en 1939 y reeditada numerosas veces.

## Publicaciones
- Grammatik der Pergamenischen Inschriften, 1898.
- Dialectorum graecarum exempla epigraphica potiora, 1923.
- Kleine Schriften, R. Schmitt, 190.
- Griechische Grammatik, vol. I 1939, vol. II 1950.